# Skelani
Skelani (cyr. Скелани) – wieś w Bośni i Hercegowinie, w Republice Serbskiej, w gminie Srebrenica. W 2013 roku liczyła 807 mieszkańców.